# Ліліан Тешман
Ліліан Тешман (англ. Lilyan Tashman; 23 жовтня 1896, Бруклін, Нью-Йорк, США — 21 березня 1934, Нью-Йорк, США) — американська акторка.
21 вересня 1925 року Ліліан Ташман одружилась з давнім другом, актором Едмундом Лоу. Вони стали улюбленцями голлівудських репортерів і їх рекламували у фанатських журналах як «ідеальний шлюб». Репортер Гладіс Голл назвав Ташман «найяскравішою, блискучою, модерною, жорсткою жінкою та самобутньою жінкою у Голлівуді». Подружжя мешкало у будинку на Беверлі-Гіллз, а запрошення на вечірку до них були дуже популярними. Її гардероб коштував 1 мільйон доларів, а жінки по всьому світу вимагали копій її капелюхів, суконь та прикрас. Службовці наказали подавати її кішкам післяобідній чай, а на великодній сніданок її їдальня була пофарбована в темно-синій колір, щоб забезпечити контраст її світлому волоссю. Одного разу вона пофарбувала свій будинок у Малібу червоним та білим, попросила гостей носити червоне та біле і навіть фарбувала туалетний папір червоно-білим.
Через 70 років після її смерті автор книги Е. Дж. Флемінг стверджував, що Едмунд Лоу був геєм, а Ташман — лесбійкою.
Померла 21 березня 1934 року в Нью-Йорку (США) від раку в 37-річному віці.

## Особисте життя
У 1927 році Тешман познайомили з кіноакторкою Гретою Гарбо, і, за словами деяких письменників, у них, можливо, був роман.

## Вибрана фільмографія
- 1922 — Вверх ногами / Head Over Heels
- 1925 — Дівочі посиденьки / Pretty Ladies
- 1925 — Сім днів / Seven Days
- 1929 — Бульдог Драммонд
- 1929 — Нью-йоркські ночі
- 1929 — Суд над Мері Дуган
- 1930 — На рівні
- 1931 — Божевільний парад
- 1934 — Розривна течія